# Matteo Curallo

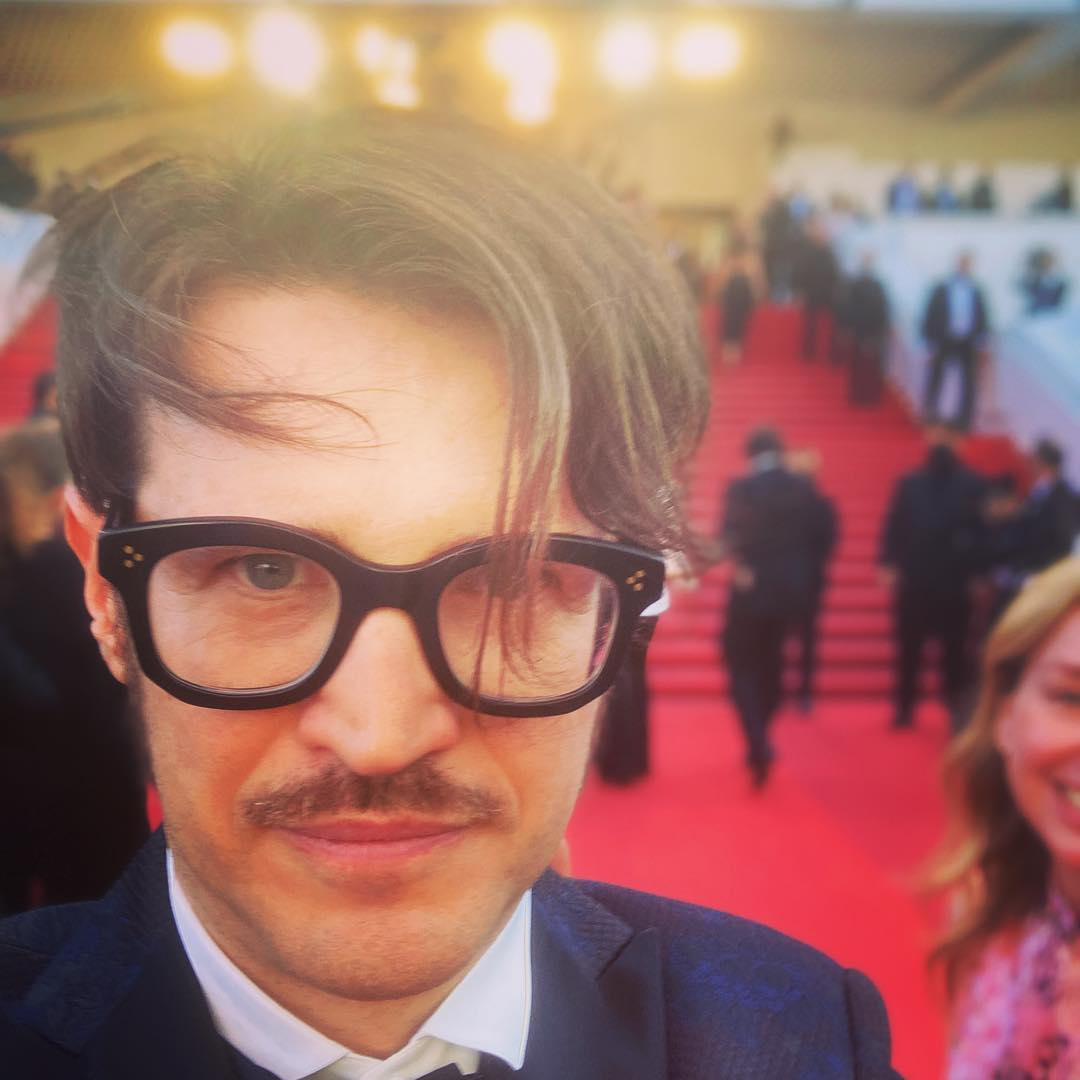
Matteo Curallo al Festival di Cannes

Matteo Curallo (Asti, 25 gennaio 1976) è un musicista, compositore e produttore discografico italiano.

## Biografia
Figura eclettica, compositore, autore di testi, produttore e sound designer, si dedica a colonne sonore, canzoni e spot pubblicitari, contaminando fortemente la formazione classica con elementi elettronici, pop, rock e incursioni nelle sperimentazioni dell'arte contemporanea.
Polistrumentista, ha studiato pianoforte e musica da camera, si è laureato con lode in Composizione Elettronica al Conservatorio di Torino e dal 2012 tiene il corso di Sound Design all'Accademia delle Belle Arti di Brera a Milano.
Nato ad Asti, è avvocato non praticante. 
Vive e lavora a Milano.

## Colonne sonore

### Cinema
- Evil Things - Cose cattive, regia di Simone Gandolfo (2012)
- Presto farà giorno, regia di Giuseppe Ferlito (2014)
- Firenze e gli Uffizi 3D/4K, regia di Luca Viotto (2015)
- I babysitter, regia di Giovanni Bognetti (2016)[1]
- San Pietro e le Basiliche Papali di Roma 3D, regia di Luca Viotto  (2016)
- Raffaello - Il principe delle arti in 3D, regia di Luca Viotto  (2017)
- Michelangelo - Infinito, regia di Emanuele Imbucci (2018)
- Caravaggio - L'anima e il sangue, regia di Jesus Garcés Lambert  (2018)
- La ricetta della mamma [2], regia di Dario Piana (2018)
- Io, Leonardo, regia di Jesus Garces Lambert (2019)
- Here We Are, regia di Nir Bergman, film in selezione ufficiale al Festival di Cannes 2020
- Me contro Te - Il film: Missione giungla, regia di Gianluca Leuzzi (2023)
- Me contro Te - Il film: Vacanze in Transilvania, regia di Gianluca Leuzzi (2023)

### Televisione
- Pericolo verticale, regia di Simone Gandolfo[3]- Factual serie sull'elisoccorso alpino della Valle D'Aosta - Sky  (2013)
- Under-The Series, Regia di Ivan Silvestrini, Serie Web (2014)
- Collabora con Boosta agli arrangiamenti di 1992, serie tv su tangentopoli, diretta da Giuseppe Gagliardi.[4]- Sky Atlantic (2015)
- Donne,[5] tratta dall'omonimo libro di Andrea Camilleri[6] regia di Emanuele Imbucci, Miniserie TV Rai 1 (2016)
- Arctic Friends, regia di Giuseppe Squillaci - Serie animata Prime Video ed Apple TV (2019)
- Puffins, regia di Giuseppe Squillaci - Serie animata Prime Video ed Apple TV, con Johnny Depp nel ruolo di Johnny Puff (2020)
- Marta - Il delitto della Sapienza, regia di Simone Manetti – Documentario Rai (2021)
- Sotto il sole di Amalfi, regia di Martina Pastori - Netfilx (2022)
- Kobe[7]: una storia italiana[8], regia di Jesus Garcés Lambert - Prime Video (2022)
- Gianni Agnelli, in arte l’Avvocato[9], regia di Emanuele Imbucci - Documentario Rai (2023)
- Me contro Te - La Famiglia Reale 2 (2023)

### Teatro
Negli anni 2000 opera come compositore teatrale per spettacoli rappresentati in Italia e all'estero,  tra i quali Il deserto dei Tartari, Polvere, Il piccolo principe e La gabbianella e il gatto.
Per la Fondazione Teatro Piemonte Europa ha musicato numerosi spettacoli rappresentati in Italia e Francia, tra cui:
- Bar Franco-Italien, scritto da Myriam Tanant, per la regia di Jean Claude Penchenat;[11](2008)
- Remake, con Giulia Lazzarini (attrice di Strehler, Ronconi), in scena anche al Piccolo Teatro di Milano.[12](2011)
- "Woyzeck", per la regia di Emiliano Bronzino (2013)[13]

Nel 2015 cura gli arrangiamenti di "Girotondo Intorno al Mondo", spettacolo ispirato ai brani di Sergio Endrigo, prodotto da Assemblea Teatro.
Nel 2018 compone le musiche per "L'ospite Inatteso" di Agatha Christie, prodotto da TPE con la regia di Andrea Borini.

## Produzioni musicali
Nel 2009 ha prodotto alcuni brani per lo spettacolo Concerto senza Titolo con Antonella Ruggiero.
A livello discografico, oltre all'esperienza dei Modho, ha collaborato con:
- Luca Morino (cantante dei Mau Mau) al progetto Mistic Turistic-Moleskine Ballads, disco ed omonimo spettacolo itinerante di musica e immagini
- Roberta Carrieri (cantautrice) per la produzione artistica dell'album Dico a tutti così (finalista al Premio Tenco 2009 come miglior opera prima)
- Elisa Casile (vincitrice di SanremoLab 2008) per Orchidee, il suo album d'esordio
- Mauro Ermanno Giovanardi e Massimo Cotto dal 2011 nello spettacolo teatrale Chelsea Hotel.[14]
- Ha arrangiato la title track Hey Sister (scritta da Violante Placido), candidata ai Nastri d'argento 2013 come migliore canzone originale.

Come autore ha scritto per:
- La Crus (Io Confesso, brano rivelazione al Festival di Sanremo 2011[15]scritto insieme a M. E. Giovanardi)
- Andrea Bocelli  - Nelle Tue Mani adattamento di "We are free" da Il Gladiatore
- Andrea Bocelli - testo italiano di Return To Love - in duetto con Ellie Goulding, singolo estratto dall'album "Si, forever" candidato ai Grammy Award 2020

## Pubblicità
Scrive le musiche per diversi sport pubblicitari, in Italia e all'estero, per importanti brand, tra i quali:
- Loacker (campagna "Ricette da Favola")
- ItaloTreno (campagna "Il treno dei desideri")
- Heineken (campagna "Heineken Mini")
- Natuzzi
- Kinder Ferrero (campagna "Abbracciosi")

## Riconoscimenti
2013 – Candidatura al Premio Cinearti La Chioma di Berenice come Miglior Colonna Sonora per Evil Things

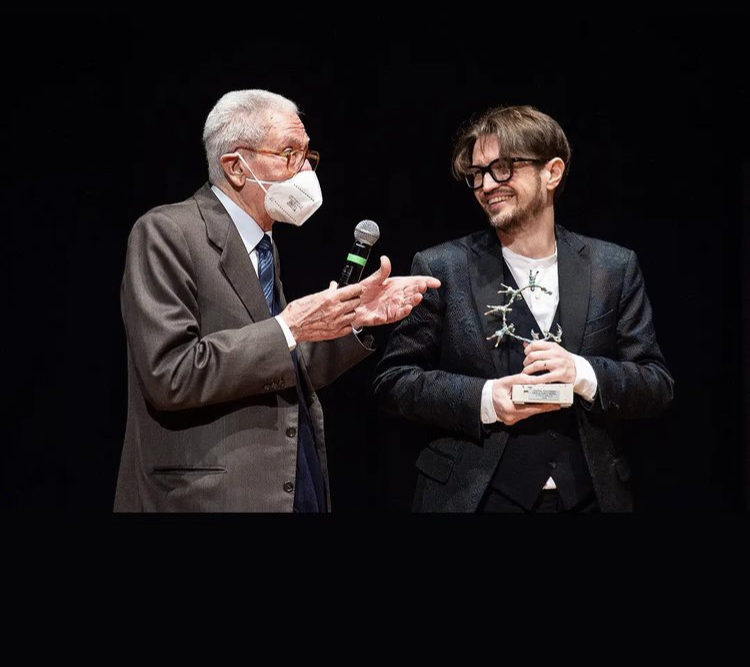
Matteo Curallo riceve il Premio Carlo Savina per l'eccellenza alla musica.

2013 – Nomination ai David di Donatello come Miglior Canzone Originale per il film Evil Things
2018 – Candidatura al Nastro d'Argento come Miglior Canzone Originale per The Place
2018 – Nomination ai David di Donatello come Miglior Canzone Originale per il film The Place
2018 – Candidatura al Premio Cinearti La Chioma di Berenice come Miglior Colonna Sonora per Raffaello, il Principe delle Arti in 3D
2022 – Premio Carlo Savina per l'eccellenza alla musica